# Burnhaupt-le-Bas
Burnhaupt-le-Bas település Franciaországban, Haut-Rhin megyében. Lakosainak száma 1981 fő (2022. január 1.). Burnhaupt-le-Bas Reiningue, Burnhaupt-le-Haut, Heimsbrunn, Gildwiller, Soppe-le-Bas, Schweighouse-Thann és Bernwiller községekkel határos.

## Népesség
A település népességének változása:
| Lakosok száma | 1828 | 1849 | 1905 | 1878 | 1900 | 1921 | 1928 | 1928 | 1981 |
|               | 2013 | 2015 | 2016 | 2017 | 2018 | 2019 | 2020 | 2021 | 2022 |